# Kościół na Riddarholmen
Kościół na Riddarholmen (szw. Riddarholmskyrkan) – kościół luterański w sztokholmskiej w dzielnicy Gamla stan na wyspie Riddarholmen. Oddany do użytku w obecnym stanie w 1807 roku. Miejsce pochówku władców Szwecji.
Kościół na Riddarholmen ma status zabytku sakralnego według rozdz. 4 Kulturminneslagen (pol. Prawo o pamiątkach kultury) ponieważ został wzniesiony do końca 1939 (3 §).

## Historia i architektura
Kościół, ufundowany przez Magnusa Ladulåsa, powstał na miejscu zbudowanego w końcu XIII wieku klasztoru franciszkańskiego. Ceglaną budowlę w miarę upływu wieków powiększano. Po pożarze w 1835 roku dodano ażurowy, żeliwny szczyt wieży, która mierzy łącznie z nim 86,60 m.
Świątynię otaczają kaplice grobowe z XVI wieku i późniejsze. Trumny znajdują się w podziemiach, a pomniki nagrobne w kościele. Ostatnią z kaplic zbudowano w latach 1858–1860 dla dynastii Bernadotte. W kryptach spoczywają wszyscy szwedzcy monarchowie począwszy od Gustawa II Adolfa. Dwa wyjątki to królowa Krystyna, która spoczywa w bazylice św. Piotra w Watykanie i Gustaw VI Adolf, którego pochowano w Mauzoleum Haga w Solnie.